# Елховка (Тонкинский район)
Елховка — деревня в Тонкинском районе Нижегородской области. Входит в городское поселение Рабочий посёлок Тонкино.

## География
Находится на расстоянии менее 1 километра по прямой на юго-восток от районного центра поселка Тонкино.

## Население
Постоянное население  составляло 14 человек (русские 93%) в 2002 году, 0 в 2010 .